# Église Saint-André de Jullianges
Pour les articles homonymes, voir Église Saint-André.
L'église Saint-André est une église catholique située à Jullianges, en France.

## Localisation
L'église est située dans le département français de la Haute-Loire, sur la commune de Jullianges.

## Historique
Cette église est construite au XVe siècle, par l'abbaye de la Chaise-Dieu dont dépend Jullianges.
L'édifice est classé au titre des monuments historiques en 1931.
En 2018, sont entrepris des travaux de réfection des couvertures altérées par le temps avec remplacement des tuiles creuses d'origine par des tuiles creuses de fabrication semi-artisanale, ainsi qu'une reprise ponctuelle en sous-œuvre des bois de charpente.
En 2021, la sonorisation est remise à neuf.